# Franz Wiesen
Franz Wiesen (geboren 6. August 1777 in Würzburg; gestorben 1826 ebenda) war ein deutscher Holzschneider, Miniaturmaler und Kupferstecher.

## Leben
Wiesen nahm 30 Jahre lang Zeichenunterricht bei dem Würzburger Christoph Fesel. Autodidaktisch bildete er sich daneben fort als Miniaturmaler und Kupferstecher. Daneben war er als Kanzlist tätig in der Großherzoglich Würzburgischen Landesdirektion.